# Штадіон на Сіготі
«Штадіон на Сіготі» (словац. Štadión na Sihoti) — футбольний стадіон у місті Тренчин, Словаччина, домашня арена ФК «Тренчин».
Стадіон побудований та відкритий 1960 року потужністю 22 000 глядачів. Згодом місткість зменшено до 16 000 глядачів, у 2008 році знижена до 4 500 місць. У 2005 році на полі встановлено штучний газон. У результаті реконструкції 2014 року оновлено систему освітлення, встановлено потужінсть арени 4 300 глядачів. 